# Ophiderma
Ophiderma  (лат.) — род равнокрылых насекомых из семейства горбаток (Smiliinae, Membracidae).
Неотропика и Неарктика. Развиваются на растениях семейств Fagaceae (Castanea, Fagus, Quercus); Pinaceae  (Pinus); Ulmaceae (Ulmus).
Передние крылья с разделёнными у основания жилками R, M и Cu. Голени задней пары ног с 3 продольными рядами капюшоновидных сет (cucullate setae).
.

## Систематика
Около 20 видов. Род включён в трибу Smiliini.
- Ophiderma compacta
- Ophiderma definita
- Ophiderma evelyna
- Ophiderma fascipennis
- Ophiderma flava
- Ophiderma flavicephala
- Ophiderma gloveri
- Ophiderma grisea
- Ophiderma infantilis
- Ophiderma mus
- Ophiderma pallida
- Ophiderma panda
- Ophiderma planeflava
- Ophiderma pubescens
- Ophiderma salamandra
- Ophiderma stonei
- Ophiderma tricincta